# 克雷塞耶
克雷塞耶（法語：Creysseilles，法語發音：[kʁesɛj]）是法国阿尔代什省的一个市镇，属于普里瓦区

## 地理
克雷塞耶（44°45'3"N, 4°32'41"E）面积10.25 平方千米，位于法国奥弗涅-罗讷-阿尔卑斯大区阿尔代什省，该省份为法国东南部内陆省份，北起顺时针与卢瓦尔省、伊泽尔省、德龙省、沃克吕兹省、加尔省、洛泽尔省和上盧瓦爾省接壤。
与克雷塞耶接壤的市镇（或旧市镇、城区）包括：阿茹、普谢尔、普朗勒、圣艾蒂安德塞尔、韦拉。

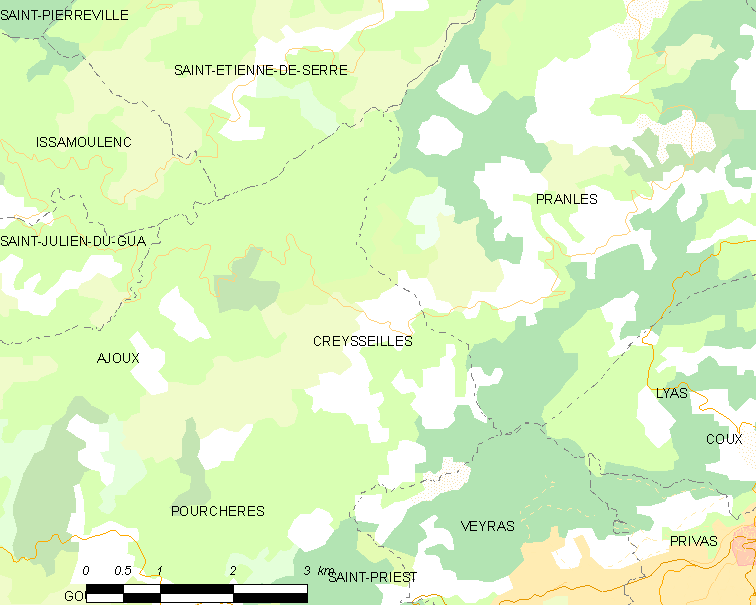
克雷塞耶的OSM定位图

克雷塞耶的时区为UTC+01:00、UTC+02:00（夏令时）。

## 行政
克雷塞耶的邮政编码为07000，INSEE市镇编码为07074。

## 政治
克雷塞耶所属的省级选区为普里瓦县。

## 人口

1962-2008年间克雷塞耶人口变化图示

克雷塞耶于2022年1月1日时的人口数量为156人。